# Oncosporella punctiformis
Oncosporella punctiformis är en svampart som beskrevs av P. Karst. 1887. Oncosporella punctiformis ingår i släktet Oncosporella, divisionen sporsäcksvampar och riket svampar.   Inga underarter finns listade i Catalogue of Life.